# Vertrag von Kütahya
Als Vertrag von Kütahya bezeichnet man den Friedensvertrag zwischen Muhammad Ali Pascha und Sultan Mahmud II. Er beendete den Ägyptisch-Osmanischen Krieg im Mai 1833.

## Vorgeschichte
Ägypten, das seit Sultan Selim I. im Jahr 1517 Teil des Osmanischen Reiches war, gewann unter Muhammad Ali Pascha de facto seine Unabhängigkeit. Muhammad Ali Pascha bot dem osmanischen Sultan Mahmud II. an, die unruhige Provinz Syrien zu unterwerfen. Im Gegenzug wollte er als Statthalter in Syrien eingesetzt werden. Nachdem der Sultan ihm das verweigerte, besetzten ägyptische Truppen unter Muhammad Ali Paschas Sohn Ibrahim Pascha 1831 Palästina und Syrien. Am 27. Mai 1832 erstürmten sie Akkon und am 18. Juni Damaskus. Die ägyptischen Truppen stießen nach Siegen über die Osmanen bei Homs (am 7. Juli) und Konya (im Dezember 1832) nach Anatolien vor. Am 8. April 1833 wurde der Vertrag von Kütahya geschlossen und Muhammad Alis Herrschaft über Syrien vorerst anerkannt.

## Abkommen
Der Vertrag wurde von den europäischen Großmächten vermittelt. Eine russische Expeditionstruppe wurde an den Bosporus entsandt, um Druck auf den ägyptischen Herrscher auszuüben. Angesichts der Niederlage im Krieg machte Mahmud II. umfassende Zusagen, da der Vertrag dem abtrünnigen Gouverneur Muhammad Ali die Kontrolle über die Provinzen Hedschas und Kreta übereignete und seine Herrschaft offiziell anerkannte. Sein Sohn Ibrahim Pascha erhielt die Herrschaft über die syrischen Provinzen. Offiziell verblieb Muhammad Ali immer noch in einem Vasallenstatus gegenüber dem osmanischen Sultan.